# Rombidodecadodecaedru complex
În geometrie rombicosidodecaedrul complex este un compus poliedric uniform degenerat, având 54 de fețe (30 de pătrate, 12 pentagoane și 12 pentagrame), 120 de laturi (dublate)  și 20 de vârfuri. Fețele formate din câte două muchii suprapuse sunt considerate din punct de vedere topologic fețe. 
În fiecare vârf se întâlnesc câte douăsprezece fețe: câte trei pentagoane și trei pentagrame, care formează fațetele triunghiulare externe, și câte șase pătrate, care formează fețele interne.

## Văzut drept compus
Rombicosidodecaedrul complex poate fi văzut ca un compus format dintr-un dodecadodecaedru ditrigonal și un compus de cinci cuburi, cu muchiile lor contopindu-se, în ele întâlnindu-se câte 4 fețe. Rombicosidodecaedrui complex seamănă cu un dodecadodecaedru ditrigonal, deoarece compusul de cinci cuburi este conținut complet în interiorul dodecadodecaedrului ditrigonal.
|                             |                        |          |
| Dodecadodecaedru ditrigonal | Compus de cinci cuburi | Compusul |

## Mărimi asociate

### Coordonate carteziene
Având în comun vârfurile cu dodecadodecaedrul ditrigonal, coordonatele carteziene ale vârfurilor compusului cu lungimea laturii 2, centrat în origine, sunt toate permutările ale:
{\displaystyle \left(\,\pm 1,\,\pm 1,\,\pm 1\,\right)}
{\displaystyle \left(\,\pm \varphi ,\,\pm (\varphi -1),\,0\,\right)}
unde {\displaystyle \varphi ={\frac {1+{\sqrt {5}}}{2}}} este secțiunea de aur.

### Raza sferei circumscrise
Raza sferei circumscrise este și ea egală cu raza dodecadodecaedrului ditrigonal. Pentru lungimea laturii egală cu a, ea este:
{\displaystyle R={\frac {\sqrt {3}}{2}}\,a\approx 0,866025\,a.}